# Copa Simón Bolívar 1975
La Copa Simón Bolívar 1975 (se disputó en 1976 pero se tuvo en cuenta los resultados de la temporada 1974) fue la quinta edición del "Campeonato Bolivariano de Clubes" y la primera de las 2 que se jugaron en esa temporada. La sede del certamen fue Mérida, Venezuela contó con la participación de clubes de Colombia, Bolivia, Ecuador y Venezuela, uno por cada país se disputó en los meses de febrero y marzo.
El América de Cali fue el campeón en el Estadio Guillermo Soto Rosa de Mérida luego de derrotar al local y favorito Estudiantes de Mérida.

## Equipos participantes
| País      | Equipo                | Vía de clasificación                   |
| --------- | --------------------- | -------------------------------------- |
| Bolivia   | The Strongest         | Campeón de la Temporada 1974           |
| Colombia  | América de Cali       | Subcampeón Finalización 1974           |
| Ecuador   | Liga de Quito         | Campeón de Serie A 1974                |
| Venezuela | Estudiantes de Mérida | Campeón Primera Fase de Temporada 1974 |

## Partidos

### 1ª ronda
| 27 de febrero de 1976 | Estudiantes de Mérida       | 2:1 (1:1) | LDU Quito | Estadio Guillermo Soto Rosa, Mérida  |                                      |
|                       | Ancheta 28' · Chiazzaro 55' |           | Zubia 31' | Árbitro(s): Mario Canessa (Colombia) | Árbitro(s): Mario Canessa (Colombia) |

| 27 de febrero de 1976 | The Strongest         | 2:1 (2:0) | América de Cali | Estadio Guillermo Soto Rosa, Mérida       |                                           |
|                       | Liendo 10' · Ríos 20' |           | Lugo 56'        | Árbitro(s): Claudio Ariel Silva (Ecuador) | Árbitro(s): Claudio Ariel Silva (Ecuador) |

### 2ª ronda
| 29 de febrero de 1976 | Estudiantes de Mérida | 1:0 (0:0) | The Strongest | Estadio Guillermo Soto Rosa, Mérida |  |
|                       | Chiazzaro 50'         |           |               |                                     |  |

| 29 de febrero de 1976 | América de Cali        | 2:0 (2:0) | Liga de Quito | Estadio Guillermo Soto Rosa, Mérida |  |
|                       | Torres 28' · Cuero 30' |           |               |                                     |  |

### 3ª ronda
| 3 de marzo de 1976 | The Strongest              | 2:1 (0:0) | Liga de Quito | Estadio Guillermo Soto Rosa, Mérida |  |
|                    | Fontana 51' · Bastidas 81' |           | Aguirre 72'   |                                     |  |

| 3 de marzo de 1976 | Estudiantes de Mérida | 1:2 (1:1) | América de Cali          | Estadio Guillermo Soto Rosa, Mérida |  |
|                    | Chiazzaro 22'         |           | Lugo 30' · Fucenecco 83' |                                     |  |

### Tabla de posiciones
| Equipo                | Pts. | PJ | PG | PE | PP | GF | GC | Dif. |
| --------------------- | ---- | -- | -- | -- | -- | -- | -- | ---- |
| América de Cali       | 4    | 3  | 2  | 0  | 1  | 5  | 3  | +2   |
| Estudiantes de Mérida | 4    | 3  | 2  | 0  | 1  | 4  | 3  | +1   |
| The Strongest         | 4    | 3  | 2  | 0  | 1  | 4  | 3  | +1   |
| Liga de Quito         | 0    | 3  | 0  | 0  | 3  | 2  | 6  | -4   |

| Bandera de Colombia       |
| Campeón                   |
| América de Cali 1° título |